# Ecallantid
Ecallantid (DX-88) ist ein Arzneistoff, der zur Behandlung des hereditären Angioödems eingesetzt wird. Dieses zur Gruppe der Kunitz-Domänenpeptide gehörende Biopharmazeutikum ist ein Hemmstoff (Inhibitor) des Enzyms Kallikrein. Im Jahr 2009 wurde Ecallantid von der US-amerikanischen Gesundheitsbehörde FDA zugelassen und wird seitdem in den USA von dem Pharmaunternehmen Dyax unter dem Markennamen Kalbitor™ vertrieben. Eine Zulassung für den europäischen Markt steht derzeit noch aus.

## Klinische Angaben

### Anwendungsgebiete (Indikationen)
Ecallantid ist für den US-amerikanischen Markt zur Behandlung von über 16-jährigen Patienten mit einem hereditären Angioödem zugelassen. Dies ist eine seltene Erbkrankheit, die durch schwere und oft schmerzhafte Schwellungen gekennzeichnet ist, die im Bauchraum (Abdomen), im Gesicht, an den Händen und in den Atemwegen auftreten können.

### Gegenanzeigen (Kontraindikationen)
Ecallantid darf nicht bei Patienten mit einer bekannten Überempfindlichkeit gegen diesen Wirkstoff angewendet werden. In klinischen Studien reagierten bis zu 4 % der Patienten mit Anzeichen einer anaphylaktischen Reaktion.

### Wechselwirkungen
Über mögliche Wechselwirkungen von Ecallantid mit anderen Arzneistoffen liegen keine Informationen vor. Diese wurden bisher weder klinisch noch experimentell untersucht.

### Unerwünschte Arzneimittelwirkungen
In klinischen Sicherheitsstudien an 255 Patienten konnten häufig Kopfschmerzen, Übelkeit, Müdigkeit und Durchfall als unerwünschte Arzneimittelwirkungen beobachtet werden. Mit einer Häufigkeit von über 5 % traten auch Infektionen der Atemwege, Fieber, Erbrechen, Juckreiz und Oberbauchschmerzen auf. Sicherheitslimitierende Überempfindlichkeitsreaktionen, die auf eine körpereigene Immunantwort gegen Ecallantid zurückgeführt werden, konnten bei bis zu 4 % der Patienten beobachtet werden.

## Pharmakologie

### Pharmakodynamik (Wirkweise)
Das hereditäre Angioödem ist eine seltene, genetisch bedingte Erkrankung. Sie wird durch eine Mutation in dem Gen, das den C1-Esterase-Inhibitor codiert, bedingt. Dieser körpereigene Inhibitor reguliert verschiedene physiologische Signaltransduktionswege, einschließlich des Kallikrein-Kinin-Wegs. An einer Schlüsselstelle dieses Signalwegs wird aus Kininogen der Entzündungsmediator Bradykinin abgespalten. Eine Dysfunktion des C1-Esterase-Inhibitors im Rahmen des hereditären Angioödems führt somit zu charakteristischen Schwellungen im Bauchraum, im Gesicht, an den Händen und in den Atemwegen. Attacken, die üblicherweise 1 bis 5 Tage dauern, sind oft schmerzhaft und können bei Auftreten eines Angioödems am Kehlkopf lebensbedrohlich sein.
Als ein selektiver und reversibler Inhibitor des Enzyms Kallikrein hemmt Ecallantid die Produktion des für die Schwellungen verantwortlichen Bradykinins. Ecallantid greift dabei zu einem späteren Zeitpunkt als der C1-Esterase-Inhibitor in den Kallikrein-Kinin-Weg ein.

### Pharmakokinetik
Nach subkutaner Verabreichung von Ecallantid wird nach 2 bis 3 Stunden seine maximale Plasmakonzentration erreicht. Die Plasmahalbwertzeit beträgt zwei Stunden. Als ein Peptid mit einer molaren Masse von etwa 7 kDa erfolgt die Eliminierung vorwiegend über die Nieren und den Urin.

## Biochemie
Ecallantid ist ein aus 60 Aminosäuren bestehendes, gentechnisch hergestelltes Peptid. Mit Hilfe des Phagendisplays wurde es aus einer Bibliothek von Kunitz-Domänen, abgeleitet von denen des Tissue factor pathway inhibitors, selektiert. Als Produktionsorganismus dient die Hefe Pichia pastoris.